# Catarhoe basochesiata
Catarhoe basochesiata là một loài bướm đêm trong họ Geometridae.